# Il principe Rostislav
Il principe Rostislav (in russo Князь Ростислав?) è un poema sinfonico di Sergej Vasil'evič Rachmaninov.

## Storia della composizione
È uno dei primi lavori per orchestra di Rachmaninov, composto durante gli studi al conservatorio di Mosca. Il manoscritto è datato 9-15 dicembre 1891. Il brano è dedicato ad Anton Arenskij, professore di Rachmaninov al conservatorio. Il compositore non fece alcun tentativo di far eseguire Il principe Rostislav mentre era in vita. Fu eseguito per la prima volta assieme allo Scherzo in re minore, altra opera giovanile di Rachmaninov, il 2 novembre 1945 a Mosca, diretto da Nikolaj Anosov.

## Struttura della composizione
Il lavoro è basato sull'omonima ballata di Aleksej Konstantinovič Tolstoj, scritta nel 1856, il cui protagonista è il principe Rostislav Vsevolodovič (1070-1093), fratello di Vladimir Monomaco. Secondo la Cronaca degli anni passati Rostislav annegò nel fiume Stugna, in fuga dopo una battaglia persa con i Cumani. Tuttavia, Tolstoj reinterpretò questo evento in chiave fantastica (che, di conseguenza, si riflette nel lavoro di Rachmaninov): nella ballata il principe venne portato via dalle rusalki sul fondo del fiume, dove rimase a lungo profondamente addormentato. Di tanto in tanto Rostislav si svegliava, per chiamare invano la moglie ed il fratello e riaddormentarsi nuovamente.
Il lavoro di Rachmaninov è influenzato dal poema sinfonico Sadko di Rimskij-Korsakov (nella revisione del 1869) e dalla fantasia La tempesta di Čajkovskij, anche se presenta tratti molto personali e costituisce un passo significativo nell'opera del compositore.